# Minuartia barkalovii
Minuartia barkalovii är en nejlikväxtart som beskrevs av N.S. Pavlova. Minuartia barkalovii ingår i släktet nörlar, och familjen nejlikväxter. Inga underarter finns listade i Catalogue of Life.